# 64289 Shihwingching
64289 Shihwingching è un asteroide della fascia principale. Scoperto nel 2001, presenta un'orbita caratterizzata da un semiasse maggiore pari a 2,6025206 UA e da un'eccentricità di 0,1473580, inclinata di 3,50077° rispetto all'eclittica.